# Entomogramma torsa
Entomogramma torsa là một loài bướm đêm trong họ Erebidae.